# Festival interceltique de Lorient 2007

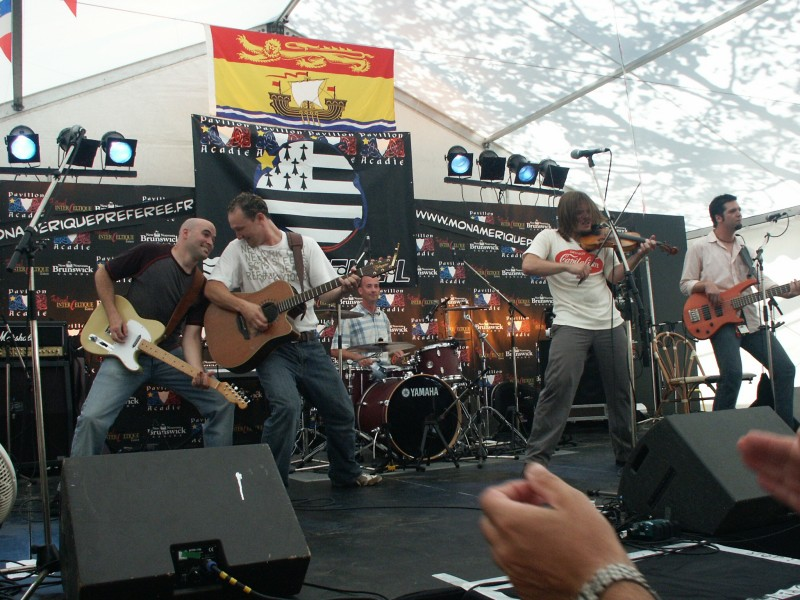
Le groupe acadien La Virée.

La 37e édition du Festival interceltique de Lorient se déroule du 4 au 13 août 2007. L'Écosse est la nation celtique mise en avant pour cette édition.
Le festival accueille notamment Laurent Voulzy avec Alain Souchon et le Bagad de Lann-Bihoué, Sinéad O'Connor, The Dubliners, Capercaillie, Dan Ar Braz, Sharon Shannon, Didier Squiban, Red Cardell, Solas, Gwennyn, les Red Hot Chilli Pipers, Fred Morrison, The Mahones, Luar na Lubre, Les Ramoneurs de Menhirs, Les Goristes et La Virée.

## Concours
Le Championnat national des bagadoù est remporté par le Bagad Brieg.
Le Trophée MacCrimmon pour soliste de great Highland bagpipe est remporté par Alexis Meunier.
Le Trophée MacCrimmon pour soliste de gaïta est remporté par le Galicien Edelmiro M. Fernández (es).
Le Concours International de Pibroc’h est remporté par Hervé Le Floc’h.
Le Trophée Matilin an Dall pour couple de sonneurs est remporté par Serge Riou et Hervé Irvoas.
Le concours Kitchen Music est remporté par Robert Watt.
Le Trophée Botuha (pour les sonneurs de moins de 20 ans) est remporté par Loïc Le Fur.
Thomas Moisson remporte le concours d'accordéon.

## Fonctionnement
Le festival connait deux changement à sa tête. L'ancien directeur général Jean-Pierre Pichard est remplacé par Lisardo Lombardía au 1er avril 2007, et l'ancien président Jacques-Charles Morice est lui remplacé par Noël Couëdel à l'automne de la même année,.
Les dates retenues pour l'édition 2007 ont par ailleurs été modifiées pendant la campagne de promotion. Prévu du 27 juillet au 5 août 2006, le conseil d'administration fait le choix le 30 septembre 2006 de le repousser d'une semaine pour qu'il se tienne du 3 au 12 août. Une organisation à cheval entre les deux mois ne favorisait pas la fréquentation du festival, et le but était par ailleurs de ne pas tomber pendant l'organisation du Championnat du monde de pipe band, tout en étant compatible avec le calendrier du FC Lorient qui est promu en ligue 1 pour sa saison 2006-2007, et qui utilise lui aussi le stade du Moustoir.

## Fréquentation
Entre 600 000 et 700 000 festivaliers sont comptabilisés lors de cette édition. Le nombre d'entrées payantes s'établit lui à 140 000 contre 120 000 l'année précédente.

## Discographie
Dès le printemps paraît une compilation contenant des titres des principaux artistes invités au festival :
- 2007 : 37ème Festival Interceltique De Lorient : Année De L'Ecosse (Keltia)| No  | Titre                                                                             | Durée |
| --- | --------------------------------------------------------------------------------- | ----- |
| 1.  | The Red Hot Chilli Pipers - The crooked bridge                                    |       |
| 2.  | Sinéad O'Connor - If you had a vineyard                                           |       |
| 3.  | The Mahones - Paint the town red                                                  |       |
| 4.  | Bagad de Lann-Bihoué - Joker 2                                                    |       |
| 5.  | Laurent Voulzy - Caché derrière                                                   |       |
| 6.  | Marie-Aline Lagadic & Klervi Rivière - Ar merc'hed yaouank (Chant de sardinières) |       |
| 7.  | DRD - Poro                                                                        |       |
| 8.  | Red Cardell - Naître                                                              |       |
| 9.  | Capercaillie - Nuair a chi thu caileag bhoidheach                                 |       |
| 10. | Luar Na Lubre - Danza dos esqueletes                                              |       |
| 11. | Didier Squiban - Kostan                                                           |       |
| 12. | Sharon Shannon - Sandy river belle                                                |       |
| 13. | Flint Male Voice Choir - Fy mhlentyn                                              |       |
| 14. | Dan Ar Braz - The road to the highlands                                           |       |
| 15. | The Dubliners - The wild rover                                                    |       |
| 16. | Tejedor - Seique non                                                              |       |
| 17. | Fred Morrison - Tony's tune                                                       |       |
| 18. | The Darien Poject - The wee purple fella                                          |       |
| 19. | Fia na roca - Outes                                                               |       |
| 20. | Y Moniars - Gae o Yd                                                              |       |
| 21. | Unusual Suspects - Encore                                                         |       |

## Sources